# Inglés simple
El inglés simple (Simple English) es una lengua controlada —esto es, un idioma artificial basado en la simplificación del vocabulario y la gramática de una lengua natural (en este caso del inglés)— para ser empleado en los documentos y manuales de mantenimiento en la industria aeroespacial.
Los que apoyan a esta lengua mencionan entre sus ventajas al aprender inglés:
- Reduce la ambigüedad.
- Promueve la comprensión de aquellas personas cuyo idioma materno no es el inglés.
- Hace que las traducciones sean más sencillas y baratas.
- Facilita la traducción automática.

El inglés simple está basado en el inglés básico (Basic English) de C. K. Ogden, siendo más estricto en el uso de construcciones gramaticales pero más laxo en aceptar vocabulario.
Es además útil en la comunicación oral para personas que aprenden inglés como segunda lengua

## Historia
A finales de los años setenta las AEA (Association of European Airlines: asociaciones de las líneas aéreas europeas) indagaron con la AECMA (European Association of Aerospace Industries: asociación europea de industrias aeroespaciales) la manera de mejorar la legibilidad de la documentación de mantenimiento en la industria de aviación civil. AECMA consultó con la AIA (Aerospace Industries Association: asociación de industrias aeroespaciales) de Estados Unidos con la finalidad de obtener asistencia a este proyecto.
El resultado de este esfuerzo hizo que se declarara el que se denomina AECMA Simplified English Guide (guía de inglés simplificado de la AECMA).
El 15 de febrero de 1986 se escribió el primer conjunto de reglas para la escritura de documentos.
Se ha continuado elaborando y refinando propuestas hasta que el día 15 de enero de 2005 se escribió la primera versión de la especificación, en un documento denominado ASD-STE100.

## Objetivo
El principal objetivo del inglés simple es mantener los textos tan legibles y simples como sea posible.
Cuando se escriben frases en este idioma, se debe hacer que la complejidad dependa solamente del contenido, no de la estructura de la frase.